# Carolina Marín Martín
Carolina María Marín Martín (Huelva, 15 de juny de 1993) és una jugadora de bàdminton espanyola que va assolir la posició número 1 l'11 de juny del 2015. Ha estat campiona mundial femenina, en la disciplina individual, els any 2014 i 2015. També ha estat cinc vegades campiona europea, quan va revalidar el títol a La Roche-sur-Yon. L'any 2014 va rebre la medalla de bronze de la Reial Orde del Mèrit Esportiu després de guanyar el seu primer mundial a Copenhaguen. Aquell mateix any també va guanyar el guardó Premi Reina Letizia com a millor esportista espanyola. El seu entrenador personal és Fernando Rivas i juntament amb ell ha escrit el llibre Gana el partido de tu vida que gira al voltant de la noció d'èxit i allò que cal per aconseguir-ho.

## Trajectòria

### Inicis
Carolina va començar a jugar a bàdminton a l'IES La Orden club de bàdminton de Huelva. El 2009 va ser la primera jugadora de bàdminton espanyola en guanyar una medalla de plata, primer, a l'Europeu Junior de Bàdminton de 2009, i una medalla d'or, més tard, a l'Europeu sots 17 de Bàdminton del 2009. Finalment, el 2011 es va proclamar campiona del torneig europeu junior. Aquell mateix any també va aconseguir la medalla de bronze al Campionat Mundial Junior.

### 2012
Va participar en els Jocs Olímpics de Londres de 2012, on va quedar segona del seu grup L, després de caure derrotada contra Li Xuerui, la posterior guanyadora de la medalla d'or.

### 2013
Va ser la primera jugadora espanyola de bàdminton en guanyar un títol de Grand Prix, el 2013 a Londres.

### 2014
El 31 d'agost del 2014 va derrotar la xinesa Li Xuerui a la final individual dels Campionats Mundials i va esdevenir, així, la primera espanyola en guanyar un títol de Campionat Mundial i la tercera jugadora europea en aconseguir la medalla d'or, després que Lene Køppen (1977) i Camilla Martin (1999). Només tenia 21 anys, i va ser la campiona mundial europea més jove de la història.
Aquest any també va guanyar el títol de campiona europea a Kazan, on va derrotar a la danesa Anna Thea Madsen per 21-9, 15-21 i 21-8.

### 2015
El 8 de març del 2015, va guanyar l'All England, el torneig britànic més històric i que se celebra des del 1899, el seu primer títol de Super Series en la seua primera final. El títol la va portar al número 4 en el rànquing mundial.
A l'Open India 2015, va tenir la possibilitat de batre a Li Xuerui com a nova número 1 mundial. Tanmateix, va perdre de forma ajustada contra la tailandesa Ratchanok Intanon en les semifinals. Carolina va avançar fins al segon lloc del rànquing mundial l'abril del 2015.
El 5 d'abril del 2015, Carolina Marin va guanyar el seu segon títol de Super Sèrie Premier consecutiu, batent la campiona olímpica Li Xuerui a l'Open de Malàisia 2015.
El 16 d'agost del 2015, Carolina Marin va guanyar el seu segon campionat del món consecutiu, aquest cop batent a l'índia Saina Nehwal.

### 2016
L'1 de maig del 2016 va revalidar el seu títol de campiona d'Europa La Roche-sur-Yon contra l'escocesa Kirsty Gilmour a qui va derrotar en dos sets, 21-12 i 21-18.
Als Jocs Olímpics d'Estiu de 2016, celebrats a Rio de Janeiro, es va proclamar campiona olímpica després de vèncer l'índia Pusarla Sindhu en la final.

## Finals individuals

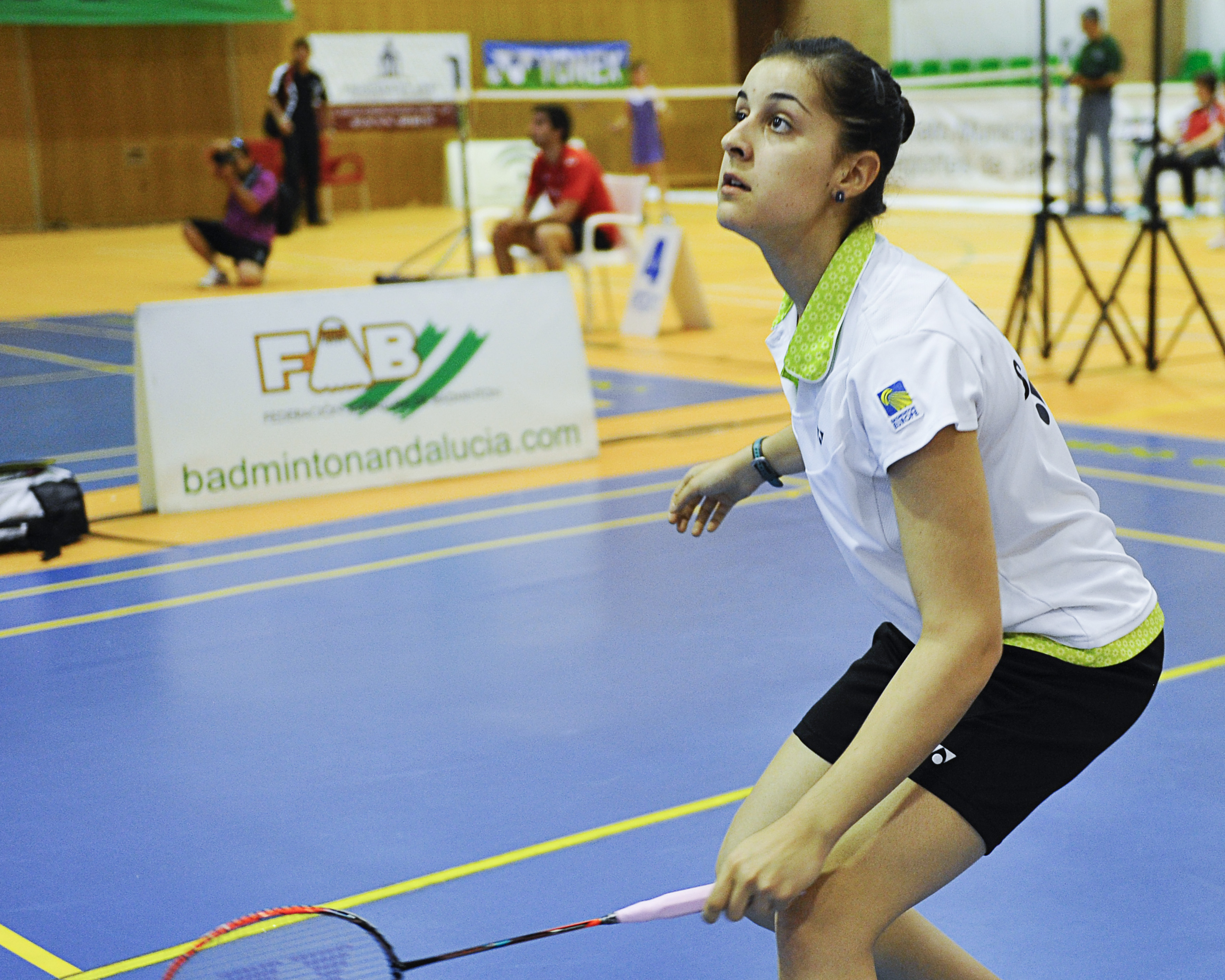
Carolina Marín el 2014 als Campionats Nacionals espanyols de Jaén

### Títols individuals (20)
| Data | Torneig                         | Adversari en final | Puntuació           |
| ---- | ------------------------------- | ------------------ | ------------------- |
| 2009 | Irish Internacional             | Rachel van Cutsen  | 22–24, 21–14, 21–16 |
| 2010 | Uganda International            | Anne Hald Jensen   | 21–18, 19–21, 21–18 |
| 2010 | Cyprus International            | Olga Golovanova    | 21–12, 25–27, 21–14 |
| 2011 | Morocco International           | Juliane Schenk     | 21–17, 21–13        |
| 2011 | Open d'Espanya                  | Olga Konon         | 21–13, 21–14        |
| 2013 | Swedish International Stockholm | Nicole Schaller    | 21–6, 21–10         |
| 2013 | Obert de Finlàndia              | Beatriz Corrales   | 21–10, 21–15        |
| 2013 | London Grand Prix Gold          | Kirsty Gilmour     | 21–19, 21–9         |
| 2013 | Obert d'Escòcia                 | Kirsty Gilmour     | 21–14, 11–21, 21–13 |
| 2013 | Italian International           | Sabrina Jaquet     | 21–15, 21–14        |
| 2014 | Campionats europeus             | Anna Thea Madsen   | 21–9, 14–21, 21–8   |
| 2014 | Campionats mundials             | Li Xuerui          | 17–21, 21–17, 21–18 |
| 2015 | All England                     | Saina Nehwal       | 16–21, 21–14, 21–7  |
| 2015 | Obert de Malàisia               | Li Xuerui          | 19–21, 21–19, 21–17 |
| 2015 | Obert d'Austràlia               | Wang Shixian       | 22–20, 21–18        |
| 2015 | Campionats mundials             | Saina Nehwal       | 21–16, 21–19        |
| 2015 | Obert de França                 | Wang Shixian       | 21–18, 21–10        |
| 2015 | Obert de Hong Kong              | Nozomi Okuhara     | 21–17, 18–21, 22–20 |
| 2016 | Campionats europeus             | Kirsty Gilmour     | 21–12, 21–18        |
| 2016 | Jocs Olímpics Rio de Janeiro    | Pusarla Sindhu     | 19–21, 21–12, 21–15 |

### Finals de campionats nacionals

#### Victòries
| Any  | Torneig                        | Adversària en la final | Puntuació           |
| ---- | ------------------------------ | ---------------------- | ------------------- |
| 2009 | Campionats Nacionals espanyols | Beatriz Corrales       | 21–15, 22–20        |
| 2010 | Campionats Nacionals espanyols | Beatriz Corrales       | 21–7, 21–14         |
| 2011 | Campionats Nacionals espanyols | Beatriz Corrales       | 21–13, 21–17        |
| 2012 | Campionats Nacionals espanyols | Beatriz Corrales       | 21–14, 16–21, 21–12 |
| 2013 | Campionats Nacionals espanyols | Laura Samaniego        | 21–6, 21–18         |
| 2014 | Campionats Nacionals espanyols | Beatriz Corrales       | 21–12, 22–20        |

### Títols juvenils (2)
| Data | Torneig                     | Adversari en final | Puntuació    |
| ---- | --------------------------- | ------------------ | ------------ |
| 2009 | Campionats Europeus sots 17 | Neslihan Yiğit     | 21–9, 21–3   |
| 2011 | Campionat Europeu Junior    | Beatriz Corrales   | 21–14, 23–21 |